# San Roque (Norte de Santander)
San Roque es un centro poblado del municipio colombiano de Sardinata (Norte de Santander), se encuentra ubicada al noroccidente del casco urbano a 18 km y tiene una población de 150 habitantes aproximadamente.
Los predios de sus veredas son explotados en términos generales por sus propietarios encontrándose un número de amedieros o arrendatarios.

## Economía
En cuanto la producción agrícola los cultivos más importantes de esta región son: cacao, maíz, yuca, plátano, en bajas dimensiones; la producción pecuaria se fundamenta en la ovina con problemas de manejos de suelos y pasturas. Existen otras explotaciones como el porcino y avícola pero en su mayoría es dedicado para el autoconsumo y los excedentes a la comercialización. 
En cuanto al sector minero la explotación de carbón mineral es la mayor fuente de riqueza y de ingreso familiar de la vereda, que se presenta en el subsuelo rocas prolongadas el cual se ha desarrollado en gran parte de la vereda. La comercialización del producto se realiza en un 25% en el departamento y el restante va a otros mercados como Cali, Llanos Orientales, Barranquilla, Medellín y Neiva, ocupándose en esa actividad un 90% del personal obrero del centro poblado y su vereda obteniendo sus ingresos económicos para el sustento de sus familias; Según estudios realizados sobre el carbón, se consideran reservas por 1.200 millones de toneladas.

## Geografía
El centro poblado presenta una extensión de 48 km aproximadamente un sistema montañoso ondulado, el clima que prevalece es medio con una temperatura de 24 °C en promedio; hidrográficamente tenemos el río Sardinata, quebrada agua buena, peña blanca entre otros acuíferos. 

## Educación
En el sector educativo lo conforman el Centro Educati y 10 sedes por un total de alumnos de 280 estudiantes de cuales 108 corresponden a la sede principal realizando el proceso de enseñanza en espacios no adecuados para tal fin por la carencia de aulas de clase. La metodolgía de enseñanza que se aplica es ESCUELA NUEVA ,en los grados de primaria como preescolar a quinto grado. Y la metodología empleada en los grados de sexto a noveno es la POSTPRIMARIA. Se están adecuando actualmente salones para los grados décimo y undécimo y así ampliar la cobertura a futuro.